# جی‌اس سازانامی
| 
جی‌اس سازانامی (به ژاپنی: さざなみ JS Sazanami)، چهارمین کشتی ناوشکن ناوشکن کلاس تاکانامی نیروی دریانوردی دفاع‌ازخود ژاپن (JMSDF) است.